# Wicko (gmina)
Wicko – gmina wiejska w województwie pomorskim, w powiecie lęborskim. W latach 1975–1998 gmina położona była w województwie słupskim.
Siedziba gminy to Wicko.
Według danych z 31 grudnia 2011 gminę zamieszkiwało 5940 osób. Natomiast według danych z 31 grudnia 2017 roku gminę zamieszkiwały 6064 osoby.
Według danych z 31 grudnia 2019 roku gminę zamieszkiwało 6019 osób.

## Struktura powierzchni
Według danych z roku 2002 gmina Wicko ma obszar 216,08 km², w tym:
- użytki rolne: 43%
- użytki leśne: 30%

Gmina stanowi 30,56% powierzchni powiatu.

## Demografia

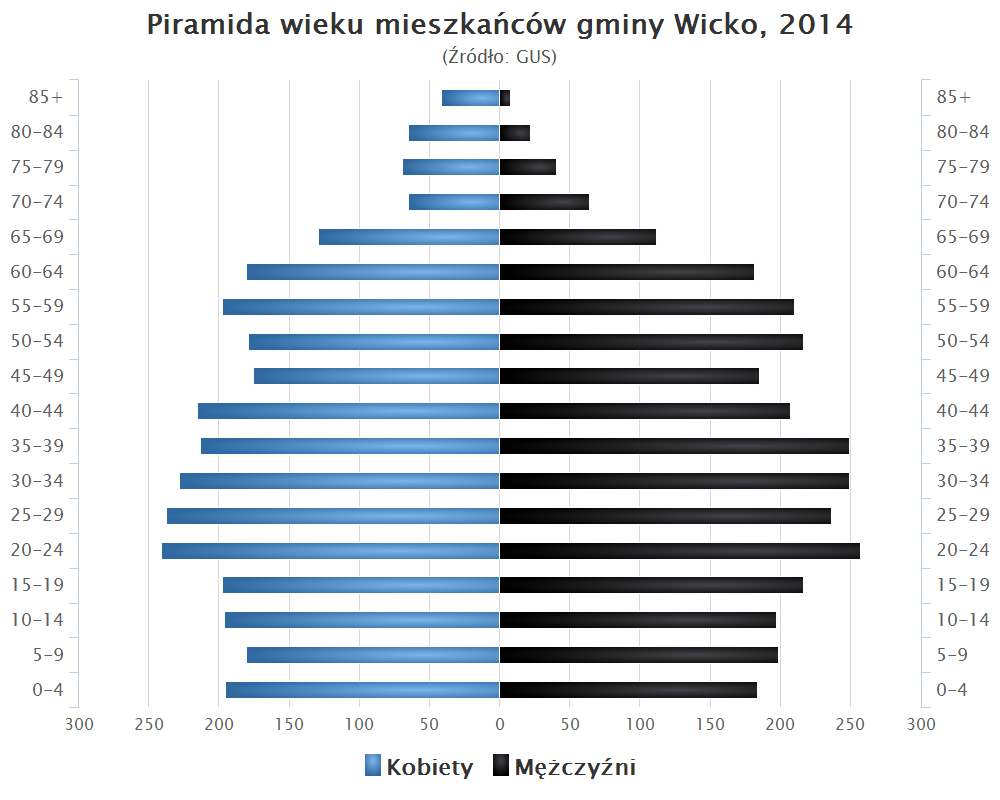
Piramida wieku mieszkańców gminy Wicko w 2014 roku

Dane z 30 czerwca 2004:
| Opis                              | Ogółem | Ogółem | Kobiety | Kobiety | Mężczyźni | Mężczyźni |
| --------------------------------- | ------ | ------ | ------- | ------- | --------- | --------- |
| jednostka                         | osób   | %      | osób    | %       | osób      | %         |
| populacja                         | 5462   | 100    | 2746    | 50,3    | 2716      | 49,7      |
| gęstość zaludnienia (mieszk./km²) | 25,3   | 25,3   | 12,7    | 12,7    | 12,6      | 12,6      |

## Zabytki
- Pałac w Poraju z 1895r.
- Pałac i park w Ulinii z XIX w.
- Pałac w Charbrowie z 1660 r.
- Pałac w Nowęcinie z XVI w.
- Kościół parafialny pw. św. Jana Chrzciciela z 1890 r. w Białogardzie
- Zdrzewno zespół pałacowo-parkowy z 1867r.
- Zdrzewno wiatrak murowany z 1765 r.
- Kościół parafialny w Sarbsku z 1922r.
- Kościół pw. św. Józefa Oblubieńca w Charbrowie z 1699r.
- Barokowy kościół pw. Wniebowzięcia NMP w Roszczycach z 1659r.

## Ochrona przyrody
- Rezerwat przyrody Las Górkowski
- Rezerwat przyrody Mierzeja Sarbska
- Rezerwat przyrody Nowe Wicko
- Ścieżka ornitologiczno-przyrodnicza Łebskie Błota

## Sołectwa[6]
1. Białogarda
2. Charbrowo
3. Gęś
4. Łebieniec
5. Maszewko
6. Nowęcin
7. Roszczyce
8. Sarbsk
9. Szczenurze
10. Wicko
11. Wojciechowo
12. Wrzeście
13. Żarnowska

## Sąsiednie gminy
Choczewo, Główczyce, Łeba, Nowa Wieś Lęborska, Smołdzino